# Neastacilla tzvetkowae
Neastacilla tzvetkowae is een pissebed uit de familie Arcturidae. De wetenschappelijke naam van de soort is voor het eerst geldig gepubliceerd in 1974 door Kussakin.